# Teixidor estriat
El teixidor estriat o teixidor ratllat (Ploceus manyar) és una espècie d'ocell de la família dels plocèids (Ploceidae) que habita praderies, canyars i conreus de l'est del Pakistan, l'Índia, Sri Lanka, Bangladesh, Myanmar, Indoxina, sud-oest de la Xina i Java. Introduït al delta del Nil.